# Канадцы
Канадцы (англ. Canadian, фр. Canadiens) — современное население Канады. С юридической точки зрения, канадцы — это все граждане страны, независимо от их этнических корней или веры. Аборигены Канады — индейцы и эскимосы сейчас составляют не более 2 % жителей Канады, остальные — потомки колонизаторов и переселенцев.
После открытия Америки (в конце XV века) в Канаду началось массовое переселение европейцев. Первыми колонизацию Канады начали французы, которые двигались с востока и закрепились вдоль реки Святого Лаврентия. Так возникла «нижняя», или французская Канада (ныне — провинция Квебек). Англичане оказались более активными. Они двигались с юга, со стороны Великих озёр, и образовали «верхнюю» или английскую Канаду (ныне — провинция Онтарио). Впоследствии вся Канада была захвачена Англией.
Канада — страна иммигрантов. Она имеет репутацию высокоразвитой и свободной от этнических конфликтов страны, что делает её привлекательной для переселенцев. Новые канадцы, как там принято называть новоприбывших иммигрантов, чаще расселяются в крупных городах, что обусловлено ситуацией на рынке труда. Через некоторое время почти все они переезжают в пригороды.
По численности населения Канада 37-е государство в мире (40 572 720 человек на  16 июля 2025).

## Распространение и численность

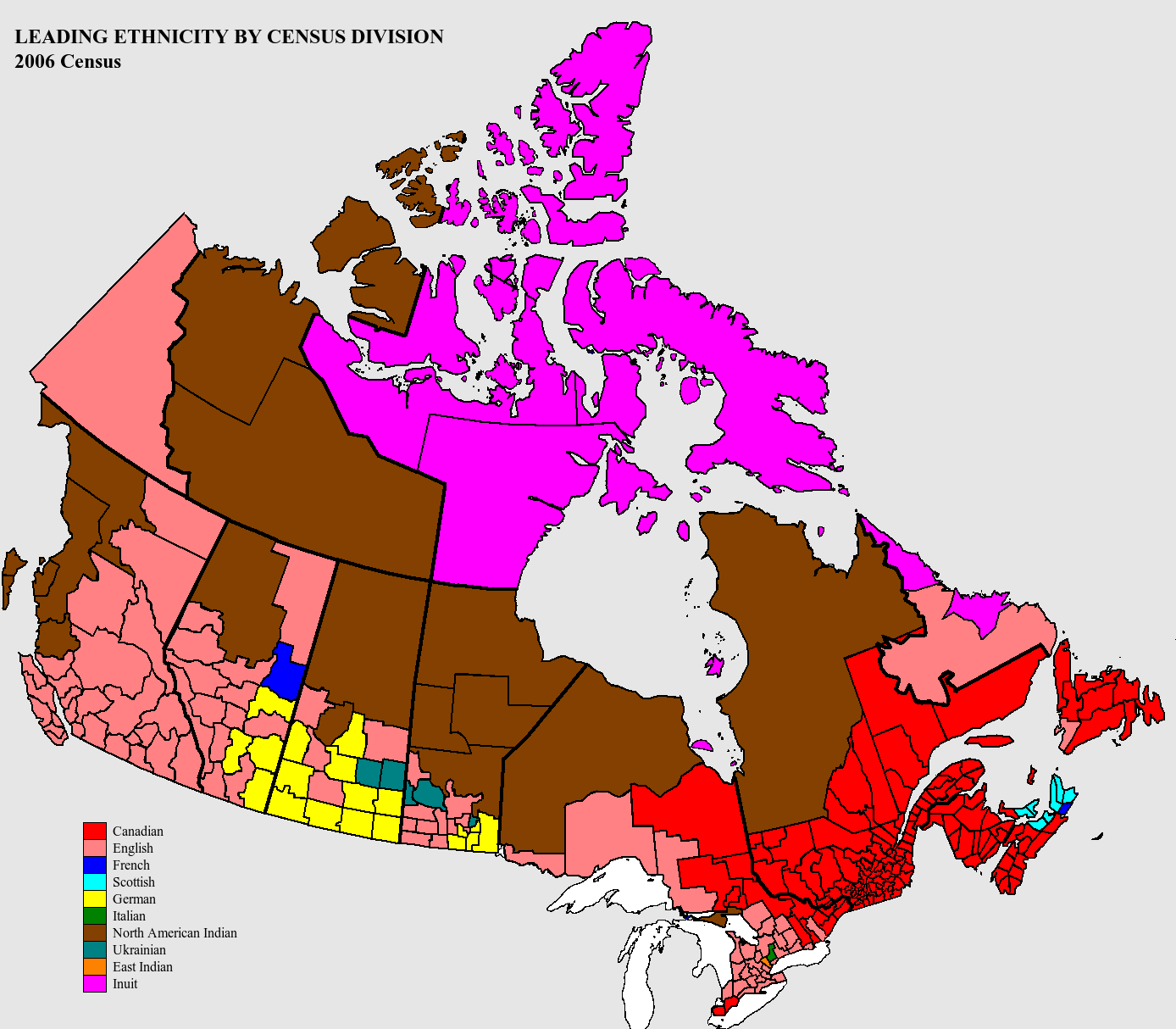
Этническая карта Канады

Канада является одной из наименее заселённых стран мира. Средняя плотность населения на конец 1990-х годов не достигала и 3 человека на 1 км². Обжитая Канада — это узкая полоса вдоль границы с США. Но и она не является одним целым, а разрывается на части Аппалачскими горами, Канадским щитом и Кордильерами. Ведущую роль играют южные районы провинций Онтарио и Квебек. Отсюда началась колонизация. К концу 90-х годов там проживало 2/3 населения страны и средняя плотность его превышала 150 человек на 1 км². Двумя второстепенными ареалами скопления населения являются юг степных провинций (Манитоба, Саскачеван и Альберта) и юго-запад провинции Британская Колумбия.
Современное население Канады состоит из двух наций (франкоканадской и англоканадской), нескольких национальных групп и индейско-эскимосских национальных меньшинств. В начале 70-х годов XX века франкоканадцы составляли около 30 % всего населения страны и более 80 % — провинции Квебек. В состав англоканадцев входят канадцы английского, ирландского, шотландского, а также валлийского, немецкого, голландского и иного происхождения, некоторые различия между ними сохраняются и сегодня.
Около 1/4 населения Канады составляют национальные меньшинства, в большинстве своём — сравнительно недавние (XX века) иммигранты и их потомки. По переписи 2001 года крупнейшие группы меньшинств составляли немцы (3,6 % населения Канады), итальянцы (2,8 %), украинцы (1,7 %), китайцы (1,4 %), голландцы (1,4 %), поляки (0,9 %) и русские (0,1 %).
В Канаде также живут аборигены — индейцы и эскимосы, которые имеют местное самоназвание — инуиты. До начала колонизации Канады, по предварительным оценкам, в стране проживало до 200 тысяч индейцев. Но в XX веке, с улучшением медицинского обслуживания и ростом рождаемости, началось возрождение индейских племён. Статус индейца юридически определён Индианским актом от 1876 года. Согласно ему более 600 племён занимают 2 370 резерваций на территории Канады (на 2002 год). Из-за ограниченности природных и производственных ресурсов уровень жизни у них ниже, чем в остальной стране.
Эскимосы-инуиты — группа народов, говорящих на одном из палеоазиатских языков, составляют не более 27 000 человек. В 1992 году инуиты добились своей автономии — восточную часть Северо-западных территорий выделили в отдельную административную единицу — Нунавут, национальную автономию инуитов. Региональный референдум поддержал эту инициативу.
Аборигены-индейцы и инуиты вместе составляют не более 2 % населения страны. По переписи 1996 года в Канаде насчитывалось чуть более 1,1 миллиона человек аборигенного населения — по сравнению с предыдущей переписью (в 1991) их численность возросла примерно на 100 тысяч. Основную часть так называемого зарегистрированного аборигенного населения (около 800 тысяч человек) составляли индейцы (69 %), метисов (потомков смешанных семей индейцев и европейцев) было 26 %, а эскимосов-инуитов — 5 %. Эти три основные группы аборигенного населения определены конституцией как коренные жители Канады, которых в стране принято называть «первыми нациями» (англ. First Nations).

## Этноним
Название «Канада» происходит от слова kanata, что означает «деревня» или «поселение». В 1535 году коренные жители современного города Квебек употребляли это слово для названия посёлка Стадакона (Stadacona). Позже мореплаватель Жак Картье использовал слово Canada для обозначения не только данного посёлка, но и прилегающих к нему территорий. В 1545 году в европейских книгах и картах весь регион стали называть Canada, а местное население — канадцами.
С начала XVII века часть Новой Франции, в том числе земли вдоль реки Святого Лаврентия и северных берегов Великих озёр, также стали называть «Канадой», а впоследствии этот регион был разделён на две британские колонии, Верхнюю Канаду и Нижнюю Канаду, пока в 1841 году они снова были объединены в одну провинцию Канада. Во времена Конфедерации, в 1867 году, название Канада было принято в качестве правового названия для новой страны.

## История

### Происхождение
После открытия Америки в Канаду началось массовое переселение европейцев. Первыми колонизацию Канады начали французы, которые впоследствии стали ядром франкоканадской нации, которая сложилась в конце XVIII — начале XIX века. Они двигались с востока и закрепились вдоль реки Святого Лаврентия. Так возникла «нижняя», французская Канада или Новая Франция (ныне — провинция Квебек). Англичане оказались более активными. Они двигались с юга, со стороны Великих озёр, и образовали «верхнюю» или английскую Канаду (ныне провинция Онтарио). Впоследствии вся Канада была захвачена англичанами. В 1763 году Великобритания превратила Новую Францию в свою колонию. В борьбе против британского колониализма франкоканадцы отстояли свой язык (французский), который в 1968 стал одним из двух официальных языков страны, они сохранили свою национальную культуру и поставили вопрос о национальном самоопределении. Вопрос отделения провинции Квебек от Канады несколько раз выносился на референдум. Дважды для его положительного решения не хватало лишь 1 % голосов.
После преобразования Канады в британскую колонию, она стала быстро заселяться эмигрантами из Великобритании и её американских колоний. Приток новых поселенцев создал численное преимущество англоязычного населения над франкоязычным. Господствующее положение в стране заняли англоканадцы. Экономическое развитие страны, борьба за независимость от Великобритании, вооружённая борьба против неоднократных попыток США аннексировать Канаду, а также против экономического и политического господства монополистического капитала США способствовали росту национального самосознания англоканадцев. К концу XIX — началу XX века англоканадцы сформировались в нацию со своей культурой. Они составляют около 44 % современного населения Канады. Этнические компоненты англоканадцев:
- англичане,
- шотландцы,
- ирландцы и другие ассимилированные переселенцы из стран континентальной Европы.

Кроме двух основных наций — франко-и англоканадцев — в состав населения Канады входят многочисленные группы недавних (XX века) переселенцев, которые составляют около 25 % населения, которое ещё не ассимилировалось.
Национальное меньшинство населения Канады составляют аборигены — индейцы и эскимосы. Предполагают, что азиатские предки индейцев перешли на территорию Северной Америки 60-35 тысяч лет назад по существующему в те времена перешейку между Сибирью и Аляской, который опустился в океан во время последнего ледникового периода.

### Занятия

#### Франкоканадцы и англоканадцы
Традиционные занятия — торговля мехом, а также производство сахара — из сладкого сиропа клёна сахарного (Acer saccharum). До распространения в Южной Америке сахарного тростника (вскоре после плаваний Колумба) этот клён был главным источником сахара для аборигенов, а затем и для первых белых поселенцев континента. Производство кленового сахара, сиропа, патоки, а также кленового пива развилось в XIX веке в отдельную отрасль промышленности, особенно распространённую в Канаде. Сейчас извлечения сахара из клёна сократилось и стало типично туристической отраслью. А листок сахарного клёна стал национальным символом, он изображён на государственном флаге Канады.
Выращивали канадцы и рожь, пшеницу, ячмень. На огородах сажали капусту, морковь, редьку, а впоследствии переняли от индейцев возделывание кукурузы. В садах канадцы выращивали яблони, груши, вишни, персики, виноград.
Поселенцы Новой Франции были, в основном, земледельцами. Впоследствии, в результате политических событий XVIII века, позиции французов ослабли, англичане захватили сначала Акадию, а в середине XVIII века — оккупировали и Новую Францию, переименовав её в провинцию Квебек. В новую колонию ринулся большой поток англичан, шотландцев и ирландцев. Британские иммигранты заняли господствующее положение в классовой иерархии общества. франкоканадцы в большинстве оставались крестьянским народом, а те, кто переселился в город — рабочим классом.
В начале XIX века вся экономика Канады основывалась на рыболовстве и торговли мехом (людей, занимавшихся транспортировкой меха на каноэ во время развития меховой торговли, называли вояжёрами). А в середине 1990-х годов объём продаж меха уже не играл значительной роли в экономике. Подавляющее большинство пушнины, особенно шкурки норки и лисы, теперь получают на зверофермах. Рыболовство продолжает играть большую роль в хозяйстве Ньюфаундленда и Новой Шотландии (вылавливается в основном, треска), а также Британской Колумбии (преимущественно лосось).

#### Аборигены
К началу европейской колонизации в Канаде сложилось несколько культурно-исторических областей:
- Арктическая область морской охоты (инуиты)
- Индейцы Субарктики — север Канады, алгонкинские и атапасские племена, основной источник существования которых — охота на оленя-карибу и рыболовство.
- Индейцы северо-западного побережья — специализировались на рыболовстве и морской охоте (хайда, тлинкиты, вакаши, и другие).

Бытовая культура инуитов полностью приспособлена к Арктике. Они изобрели гарпун, чтобы охотиться на морского зверя; каяк; снежный дом иглу, особую одежду из меха и шкур. К середине XX веках среди инуитов были характерны сочетание охоты на морского зверя (тюленей, моржей, китов) — зимой и на оленя-карибу и другую дичь — летом. Морская и сухопутная охота, рыболовство были занятиями мужчин. Женщины занимались сбором, а также греблей на каяках во время охоты на китов. Октябрь-ноябрь — переходный период, когда инуиты готовились к зиме: тогда они продолжали наземную охоту на песцов и другую мелкую дичь, занимались рыболовством. Чтобы успеть до наступления полярной ночи, женщины активно шили одежду, а мужчины — изготовляли и чинили охотничье снаряжение и сани. В тёмное время года (конец ноября-середина января), женщинам запрещалось шить новую одежду — они могли только чинить старую. В конце ноября-декабре инуиты перебирались на морское побережье, где строили иглу. После удачной охоты на тюленя или в период непогоды, когда охота была невозможна, они устраивали общинные праздники в одном из иглу, что сопровождались соревнованиями, играми, борьбой, атлетическими упражнениями, пением, танцами, рассказами охотничьих историй и легенд. С переходом к оседлому образу жизни занятия инуитов кардинально изменились — значительная их часть перешла от морского промысла к охоте на песцов, ещё часть — стала наёмными рабочими. Инуиты, проживающие в посёлках, уже не могут охватить значительные территории, которые были местом охоты в период кочевания. Если зимой охотники используют снегоходы, то летом и осенью, когда снега нет, им приходится добираться до места охоты на лодках. Вокруг посёлков строят специальные кабинки, где инуиты хранят охотничье снаряжение и могут переночевать. Таким образом, охота стала очень дорогим занятием — из-за высоких цен на топливо, которые привозят с юга страны, расходы на покупку и ремонт снегоходов, лодок и прицепов. Везде остатки традиционной культуры эскимосов быстро исчезают.
Индейцы Субарктики — алгонкинские и атапасские племена — охотники и следопыты. Основой их существования была охота на лося и северного оленя-карибу. После появления европейских скупщиков мехов широкое распространение получило трапперство — охота на пушных зверей: бобра, куницу, норку и других. В течение 5-6 зимних месяцев (холода часто наступали уже в октябре, а заканчивались только в апреле) охотники часто меняли места своих стоянок, перемещаясь по тайге в поисках добычи. Средством передвижения по заснеженному лесу служили лыжи-ракетки, похожие на теннисную ракетку — их изготавливали из деревянного обруча, обтянутого переплетёнными между собой кожаными ремешками. Летом и рано осенью кроме охоты большое значение приобретало рыболовство в многочисленных озёрах и реках и сбор лесных ягод и съедобных растений: тогда основным средством связи и передвижения становились реки и озёра. Ими плавали на каноэ — лёгких лодках, изготовленных из берёзовой коры, которую пришивали к деревянному каркасу сосновыми корнями, а швы залепляли смолой. В изготовлении таких лодок индейцы (особенно алгонкины) достигли большого мастерства. Первые европейские поселенцы также пользовались ими при освоении страны. Теперь каноэ — неотъемлемая часть канадской культуры.
Племена, населявшие Тихоокеанское побережье (хайда, сэлиш, вакаши), вели оседлый образ жизни. Их главными занятиями были рыболовство и охота на морских животных. У этих индейцев развита резьба по дереву (ярко раскрашенные высокие тотемные столбы с вырезанными на них изображениями мифических прародителей и предков индейских родов).
На юго-востоке страны между озёрами Гурон и Онтарио в посёлках, окружённых частоколом и полями кукурузы, жило многочисленное племя земледельцев-гуронов, что принадлежит к ирокезской языковой группе.
Кочевые племена охотников на бизонов с помощью завезённых европейцами лошадей быстро освоили степные районы.
Весной на юге Канады индейцы занимались сбором сладкого кленового сока, из которого вываривали сироп и получали своеобразный сахар.
С приходом европейцев большое количество индейцев были истреблены колонизаторами, много племён — переселено из традиционных мест проживания в резервации США и Канады. Численность индейцев, населявших нынешнюю территорию этих стран, сократилась с 2-4 миллионов в период до начала масштабной европейской колонизации до 200 тысяч на начало XX века. Лишь на крайнем севере материка местные индейцы продолжают вести традиционное хозяйство: они занимаются звероловством и сильно зависят от скупщиков меха.
В настоящее время в Канаде природные и сельскохозяйственные зоны разнообразны — от почти субтропиков, персиковых садов и виноградников в низовьях реки Фрейзер, через степные пшеничные поля на берегах Саскачевана к тундровым оленьим пастбищам в дельте реки Макензи. Занятия и уклады Канады тоже разные — от постиндустриального южного Онтарио к примитивному охотничьему промыслу северных индейцев и эскимосов.

### Поселения и жилище
Основные типы поселений канадцев-иммигрантов — фермы, посёлки и сёла. Само название «Канада» происходит от слова kanata, что означает «посёлок» или «поселение». Наибольшее распространение получили фермы.

#### Инуиты
До середины XX века канадские эскимосы-инуиты кочевали в поисках пищи. После длительной дороги по заснеженной пустыне двое людей могли за два часа построить иглу — зимнюю куполообразную хижину из плит снега или льда диаметром 3-4 метра и высотой около двух метров. Сверху оставляли открытым отверстие для воздуха, внутри — снежные блоки покрывали шкурами животных. Иногда несколько иглу соединяли между собой туннелем, чтобы семьи могли ходить друг к другу в гости, не выходя на улицу. Поселения располагались так, чтобы было удобно наблюдать за передвижением морского зверя — на галечных косах, на возвышенностях. Мигрировали инуиты вслед за животными, объединяясь зимой в крупные общины и разбредаясь по семьями Арктике с наступлением лета. В большинстве общин не было вождей, но всегда большим авторитетом пользовался один из старших, опытных охотников, особенно если он к тому же был шаманом. Однако следовать его советам было не обязательно, и он не имел власть заставить выполнить свои приказы.
Традиционная кочевая жизнь закончилась в 50-60-те годы XX века. Теперь инуиты живут на Арктическом побережье страны в посёлках американского типа численностью от 50 до 500 жителей, ездят на машинах, летают в южные регионы. Промышленное наступление на север Канады в конце XX века привело к ухудшению среды их обитания, а снижение цен на мех ещё более осложнило положение инуитов. Сегодня канадское правительство дотирует социальные и образовательные программы для этой общины.

#### Индейцы
Каждая группа индейцев Канады имела свой тип жилья.
Кочевники Субарктики жили в шалашах-вигвамах, которые летом укрывали берестой, а зимой — шкурами.
Разборные палатки индейцев Великих равнин назывались типи. Они, как и вигвам, имели коническую основу из жердей, а укрывались сшитыми шкурами бизонов. Дым от костра выходил через центральное отверстие в кровле, который во время дождя — прикрывали. Типи вождей укрывались рисунками и отличительными знаками их владельцев.
Жильё ирокезов строилось тоже на основе каркаса из коры, но могло служить и 10-50 лет, пока община, которая в нём жила, не переносила на новое место кукурузные поля. Его называли — «длинный дом» или овачира (самоназвание ирокезов — ходеносауни, что в переводе означает «люди длинного дома»). В нём жил отдельный род, который возглавлял старейшина (сахем или сашем). Дом был до 25 метров длиной, вход находился в торце, а над ним — резное изображение тотема — животного-покровителя рода. Внутри дом был разделён на отсеки; каждая семейная пара занимала свой отсек и имела свой костёр, дым от которого выходил в отверстие в крыше. Спали индейцы на нарах вдоль стены. В сёлах ирокезов было по 20-100 таких зданий, то есть до 3 500 индейцев. Вокруг поселения были разбиты сады и поля. Во время формирования Ирокезской конфедерации сёла начали обносить частоколом для защиты от врагов.
Сегодня индейцы в Канаде фактически разделяются на две группы: так называемые статусные индейцы (англ. Status Indians), зарегистрированные со всеми правами и льготами по соответствующим законодательством, и нестатусные индейцы (англ. Non-Status Indians), что заявляют о своём индейском происхождении, но не имеют достаточных оснований для его формальной регистрации. Статусные индейцы формируют племена или общины (англ. bands), им выделяют финансовые ресурсы и земли, которыми управляет федеральное правительство. Всего в Канаде (по состоянию на 2002 год) насчитывается чуть более 600 племён, 137 из которых проживают в Британской Колумбии, 26 — на Северо-западных территориях. Проживают они в основном в резервациях, формальное число которых, по состоянию на 2002 год, составляло 2 370, причём вместе взятые они занимали площадь в 27,5 тысяч км2 (для сравнения, это соответствует лишь трети такой небольшой провинции Канады, как Нью-Брансуик). Но реально заселено менее чем 900 резерваций. Средний размер одной — 2 тысячи га, однако он варьируется в зависимости от провинции: в Британской Колумбии, где находится более 70 % резерваций Канады, средний размер одной составляет лишь 20 гектаров, а общая их площадь — около 0,4 % территории провинции. Причина этого — в хозяйственной привлекательности богатых лесными ресурсами земель Британской Колумбии.
Нынешние общины аборигенов, отмечают исследователи, уже не отражают прошлый социально-этнический уклад коренных народов Канады.

## Язык
На конец 1990-х годов 63 % населения Канады было англоязычным и 25 % — франкоязычным. И английский, и французский язык в Канаде — государственные. Однако напряжение между англоязычным и франкоговорящим населением сохраняется. В основе его не столько этнические, сколько экономические причины: хозяйство Квебека развивается не так быстро, как в провинциях, где численно преобладают англоканадцы.
Французский, на котором говорят в Канаде, отличается от языка, на котором общаются в самой Франции. В Квебеке, население которого имеет в основном французское происхождение, местный диалект называется квебекским. Хотя почти все местные жители понимают литературный французский.
В одних районах Канады жители разговаривают только на французском, в других — только на английском, а в северных местностях большинство общается на индейском и эскимосском языках.
Аборигенное населения Канады в лингвистическом плане разделяется на 11 языковых семей, которые полностью отличаются друг от друга. Наиболее распространённой языковой группой является алгонкин (англ. Algonquain) — на диалектов этого языка говорят индейцы кри (с англ. — «Сгее»), что живут в прериях Онтарио и в Квебеке, гуроны (англ. Huron) из того же Квебека, а также черноногие (англ. Blackfoot) из южной Альберты, оджибве (англ. Ojibway) с Манитобы и Онтарио и малиситы (англ. Mahseet) из Нью-Брансуик.
В 1996 году четверть всего аборигенского населения Канады говорила преимущественно на родном языке, ещё 15 % — использовали родной язык в быту. Наиболее высокий уровень использования родного языка был у инуитов (75 %), среди индейцев и метисов уровень владения родным языком составлял соответственно 35 и 9 %. На территории Нунавут местный язык инуитов — инуктитут — стала третьим официальным государственным языком.

## Религия
В Канаде представлено большое количество различных религий, но ни одна из них не является официальным в стране, поскольку в канадской политической культуре большое значение имеет идея религиозного плюрализма. Однако большинство жителей причисляют себя к христианам, и это отражается во многих аспектах повседневной жизни.
Франкоканадцы, а также большая часть англоканадцев ирландского происхождения — католики. Основная часть англоканадцев — протестанты разных церквей (Объединённая церковь Канады, Англиканская церковь Канады и другие).
По переписи 2001 года в Канаде 72 % населения страны причислили себя к католикам или протестантам. Те, кто не причисляет себя ни к какой религии, составили 16 % опрошенных. Причём, в Британской Колумбии неверующими назвали себя 35 % опрошенных — их оказалось больше представителей отдельной религии.

### Инуиты
Верования канадских эскимосов-инуитов представляли собой форму шаманизма, основанную на анимистических принципах: они верили в духов, живущих в различных явлениях природы. Злых духов представляли в виде невероятных и страшных существ, которые вредят людям, насылая болезни и нанося неудачи на охоте. Защитой от них служили различные запреты, заклинания и амулеты.
Большую роль в жизни инуитов играл шаман, живший в каждом эскимосском селе, — посредник, который налаживал контакт между миром духов и людей. Бубен для эскимосов — священный предмет.
В настоящее время традиционные верования и шаманство местами сохраняются.

### Индейцы
Религиозные верования канадских индейцев представляли собой различные родоплеменные культы: шаманизм, культ личных духов-заступников, культ солнца, культ коня, пережитки тотемизма и другое. У современных индейцев эти культы сохранились лишь у племён Южной Америки, живущих в отдалённых и малодоступных районах (бассейн реки Амазонка и другие). Большинство индейцев приняли христианство: в Северной Америке — это преимущественно различные направления протестантизма.

## Культура и национальные особенности
Фактически культура Канады — это культура коренных жителей, поскольку все другие канадцы были иммигрантами. Они привозили с собой манеру одеваться, кулинарные традиции и обычаи, присущие их бывшей родине. В 1988 году, после принятия правительством Законодательного Акта о многокультурности, многоплановый культурный характер страны получил официальное признание.
Представители каждого народа празднуют собственные праздники и придерживаются традиций своей родины, а также празднуют и государственные праздники Канады. Ежегодно в стране проводятся сотни национальных фестивалей, которые помогают разным народам лучше понять традиции друг друга, попробовать блюда национальной кухни, послушать музыку, посмотреть выступления артистов, костюмы и образцы народного прикладного искусства.
Среди культурных мероприятий Канады выделяют:
- Шекспировский фестиваль в Онтарио,
- Фестиваль канадских культур в Оттаве,
- Международный фестиваль фестивалей,
- Шербрукский «„Фестиваль де Кантон“» в Квебеке, на котором представлена культура и кухня канадских французов,

Общегосударственные праздники:
- 1 января — Новый год
- Март-апрель (подвижная дата, за два дня перед Пасхой) — Великая пятница
- Март-апрель (подвижная дата, в первый день Великого поста) — Чистый понедельник
- Понедельник перед 25 мая — День Виктории
- 1 июля — День Канады
- Первый понедельник сентября — День труда
- Второй понедельник октября — День благодарения
- 11 ноября — Поминальный День (День перемирия, которым закончилась Первой мировой войны)
- 25 декабря — Рождество
- 26 декабря — День Подношения

Среди аборигенного населения культура, социальная организация (например, матриархат в ряде индейских племён), система управления (некоторые племена сохраняют традиционную систему самоуправления, некоторые — находятся под федеральным управлением) — также разные, изменяются от племени к племени.
Характерной формой эскимосского искусства резьба по кости и рогам. Художественное творчество эскимосов также находит своё воплощение в орнаментации меховой одежде, в разных масках, изготовленных для праздников, и узорах татуировки.
Среди индейцев была распространена резьба по дереву, особенно разнообразная на северо-западном побережье (полихромные тотемные и намогильные столбы с переплетением реальных и фантастических изображений). Широко было распространено плетение, ткачество, вышивка, изготовление украшений из перьев, керамической и деревянной утвари и фигурок. В росписях известные и фантастические изображения, и богатый геометрический орнаменти военные и охотничьи сцены (рисунки индейцев Великих равнин на типи, бубне, щитах, шкурах бизонов).
Ныне самобытное искусство индейцев в ряде стран — США, Уругвае, Аргентине и других, в том числе и в Канаде, — практически угасло.

### Кухня
Национального блюда в Канаде нет, поскольку это многонациональная страна. Почти во всех крупных городах есть греческие, итальянские, восточно-индийские и китайские рестораны. Главной составляющей канадской кухни является квебекская кухня, поскольку рецепты французских кулинаров исторически и географически Канаде ближе. В Квебеке готовят французский луковый суп, tourtieres (пирожки с мясом) и poutine (картофель фри под соусом, запечённый с сыром). Город также известен всему миру как крупнейший производитель кленового сиропа, что изготавливается из прокипячённого сока сахарного клёна.
В Атлантических провинциях готовят особый пирог — pate а la rapure для мясного пирога (с мясом, курицей или устрицами), покрытый сверху молотым до пастообразного состояния картофелем, с которой удалён весь крахмал.
Среди повседневных блюд канадцев много — из натурального мяса: бифштексы, ростбифы rôti de porc, лангеты. Первые блюда — супы-пюре из овощей (самый распространённый — из тыквы), цветной капусты, томатов и бульоны с гренками, лапшой, зеленью.